# Alexander Fehling

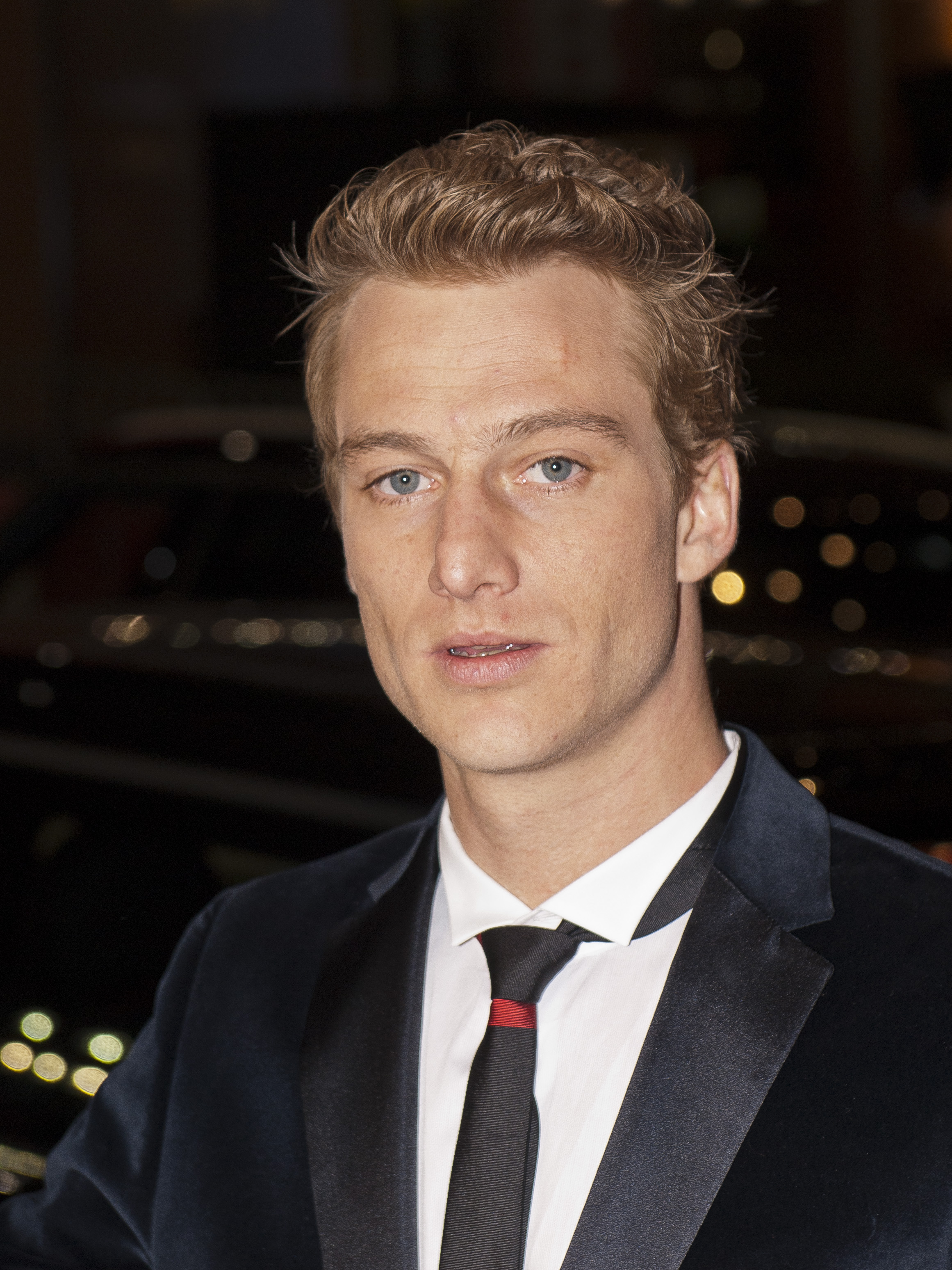
Fehling auf der Berlinale 2011

Alexander Fehling (* 29. März 1981 in Ost-Berlin) ist ein deutscher Schauspieler.

## Leben
Alexander Fehling wurde 1981 als Sohn des Journalisten Wolfgang Kohrt in Berlin-Lichtenberg geboren. Sein Cousin Niklas Kohrt ist ebenfalls Schauspieler.
Er studierte von 2003 bis 2007 Schauspiel an der Hochschule für Schauspielkunst „Ernst Busch“ Berlin. Seitdem wirkte er an mehreren Theaterstücken mit und machte durch erste Filmrollen auf sich aufmerksam. 2007 erhielt er für die Hauptrolle des Sven im Film Am Ende kommen Touristen den Förderpreis Deutscher Film in der Kategorie Schauspiel. Zuvor hatte er schon den O.-E.-Hasse-Preis der Akademie der Künste (Förderpreis für Nachwuchsschauspieler) erhalten. Im 2010 erschienenen Kinofilm Goethe! spielte er die Titelrolle als junger Dichter und Denker, was ihm eine Nominierung für den Deutschen Filmpreis einbrachte. Fehling wurde während der Berlinale 2011 als einer der Shooting Stars des europäischen Films ausgezeichnet. Dort lief auch Andres Veiels Spielfilm Wer wenn nicht wir mit Fehling in der Rolle des Andreas Baader im Wettbewerb. Im Juni 2015 wurde er für eine Hauptrolle in der fünften Staffel der US-amerikanischen Fernsehserie Homeland neben Claire Danes verpflichtet.

## Theater
- 2005: Schneewittchen (Robert Walser / Regie: Thorsten Lensing, Jan Hein / Rolle: Prinz)
- 2005: Glaube Liebe Hoffnung (Ödön von Horváth / Regie: Thomas Dannemann / Rolle: Alfons Klostermeyer)
- 2006: Die lustigen Nibelungen (Oscar Straus / Regie: Robert Borgmann / Rolle: Siegfried)
- 2007: Wallensteins Lager / Die Piccolomini / Wallensteins Tod (Friedrich Schiller / Regie: Peter Stein / Rolle: Max Piccolomini)
- 2011: Madame Bovary (Gustave Flaubert / Regie: Nora Schlocker / Rolle: Charles Bovary)
- 2017: Sieben gegen Theben/Antigone (Aischylos/Sophokles / Regie: Ulrich Rasche / Rolle: Eteokles)
- 2018: Eines langen Tages Reise in die Nacht (Regie: Andrea Breth)

## Filmografie

### Kino
- 2007: Am Ende kommen Touristen (Regie: Robert Thalheim)
- 2008: Buddenbrooks (Regie: Heinrich Breloer)
- 2009: Inglourious Basterds (Regie: Quentin Tarantino)
- 2009: Sturm (Regie: Hans-Christian Schmid)
- 2009: 13 Semester (Regie: Frieder Wittich)
- 2010: Goethe! (Regie: Philipp Stölzl)
- 2011: Wer wenn nicht wir (Regie: Andres Veiel)
- 2012: Wir wollten aufs Meer (Regie: Toke Constantin Hebbeln)
- 2012: Der Fluss war einst ein Mensch (Regie: Jan Zabeil)
- 2012: Die Logan Verschwörung (Erased, aka: The Expatriate; Regie: Philipp Stölzl)
- 2013: Buddy (Regie: Michael Herbig)
- 2014: Im Labyrinth des Schweigens (Regie: Giulio Ricciarelli)
- 2014: Die Kunst des Liebens (Posthumous; Regie: Lulu Wang)
- 2015: We Will Stay In Touch About It (Kurzfilm; Regie: Jan Zabeil)
- 2015: Atomic Falafel
- 2017: In Zeiten des abnehmenden Lichts  (Regie: Matti Geschonneck)
- 2017: Der Hauptmann (Regie: Robert Schwentke)
- 2017: Drei Zinnen (Regie: Jan Zabeil)
- 2019: Das Ende der Wahrheit (Regie: Philipp Leinemann)
- 2019: Gut gegen Nordwind (Regie: Vanessa Jopp)
- 2019: Ein verborgenes Leben (Regie: Terrence Malick)
- 2022: Wann kommst du meine Wunden küssen? (Regie: Hanna Doose)
- 2023: Seneca – Oder: Über die Geburt von Erdbeben (Regie: Robert Schwentke)
- 2024: Verbrannte Erde (Regie: Thomas Arslan)

### Fernsehen
- 2005: Polizeiruf 110 – Resturlaub (Regie: Hannu Salonen)
- 2006: KDD – Kriminaldauerdienst – Vertrauen (Regie: Lars Kraume)
- 2006: Der Kriminalist – Verbranntes Glück (Regie: Torsten C. Fischer)
- 2015: Der Fall Barschel (Regie: Kilian Riedhoff)
- 2015: Homeland (Serie, Staffel 5)
- 2018: Beat (Serie, Staffel 1)
- 2023: Transatlantic (Fernsehserie)
- 2024: Helgoland 513 (Fernsehserie)

### Synchronisation

#### Film
- 2011: Hop – Osterhase oder Superstar? (als EB)

#### Hörspiele und Hörbücher
- 2008: Robert Walser: Jakob von Gunten (als Jakob) – Bearbeitung und Regie: Kai Grehn (Hörspiel – NDR)
- 2008: Ingmar Bergman: Fisch (als Fisch) – Bearbeitung und Regie: Kai Grehn (Hörspiel – SWR/DKultur) Arthaus Premium, EAN: 4006680044712
- 2009: Hans Henny Jahnn: Das Holzschiff (als Gustav) – Bearbeitung und Regie: Kai Grehn (Hörspiel – NDR)
- 2010: Herta Müller: Atemschaukel (als Leopold Auberg) – Bearbeitung und Regie: Kai Grehn (Hörspiel – NDR) Hörbuch Hamburg, ISBN 978-3-89903-697-8
- 2011: Charles Baudelaire: Die künstlichen Paradiese (als Charles Baudelaire) – Bearbeitung und Regie: Kai Grehn (Hörstück – RB/HR/SR/RBB) Hörbuch Hamburg, ISBN 978-3-89903-033-4
- 2012: Ernst Jünger: Das abenteuerliche Herz oder Figuren & Capriccios bei Tag & Nacht (als Ernst Jünger) – Bearbeitung und Regie: Kai Grehn (Hörspiel – SWR)
- 2012: Marguerite Duras: Das ist alles. C'est tout. (als Yann Andrea Steiner) – Bearbeitung und Regie: Kai Grehn (Hörspiel – RBB) Hörbuch Hamburg, ISBN 978-3-89903-892-7
- 2012: Emily Brontë: Sturmhöhe (als Heathcliff) – Bearbeitung und Regie: Kai Grehn (Hörspiel (2 Teile) – NDR/SWR) Der Höverlag, ISBN 978-3-86717-931-7
- 2013: Emil Cioran: Vom Nachteil, geboren zu sein – Bearbeitung und Regie: Kai Grehn (Hörspiel – SWR)
- 2013: Mark Twain: Der geheimnisvolle Fremde (als Satan) – Bearbeitung und Regie: Kai Grehn (Hörspiel – DKultur) Hörbuch Hamburg, ISBN 978-3-89903-883-5
- 2013: Marguerite Duras: La Musica (als Michel Nollet) – Regie: Kai Grehn (Hörspiel – SR/RBB)
- 2014: Walt Whitman: Kinder Adams. Children of Adam. – Übersetzung und Regie: Kai Grehn (Hörstück – RB/DKultur/SWR) Hörbuch Hamburg, ISBN 978-3-89903-914-6
- 2014: Kai Grehn: Randnotizen – Regie: Kai Grehn (10 Wurfsendungen – DKultur)
- 2015: Franz Werfel: Die vierzig Tage des Musa Dagh (als Gabriel Bagaradian) – Bearbeitung und Regie: Kai Grehn (Hörspiel (2 Teile) – SWR/NDR/HR) Der Höverlag, ISBN 978-3-8445-1829-0
- 2016: Kai Grehn: Mu! oder People must be punished (als Cäsar) – Regie: Kai Grehn (Hörspiel – Radio Bremen)  Major Label, ISBN 978-3-945715-11-6
- 2016: Antoine de Saint-Exupéry: Der kleine Prinz (als Kleiner Prinz) – Übersetzung, Bearbeitung und Regie: Kai Grehn (Hörspiel – WDR) Hörbuch Hamburg/Silberfisch, ISBN 978-3-86742-309-0
- 2016: Marguerite Duras: Der Liebhaber (als Liebhaber) – Bearbeitung und Regie: Kai Grehn (Hörspiel – SWR) Hörbuch Hamburg, ISBN 978-3-95713-064-8
- 2020: Primo Levi: Ist das ein Mensch als ungekürzte Lesung – Regie: Anna Hartwich  Der Audio Verlag, 6 Std. 54 Min. ISBN 978-3-7424-1490-8 (Deutscher Hörbuchpreis 2021)[5]
- 2022: Jane Austen: Stolz & Vorurteil (als Mr Darcy) – Bearbeitung und Regie: Kai Grehn (Hörspiel – HR/DLF Kultur) Der Hörverlag, ISBN 978-3-8445-4522-7
- 2023: Nick Cave: The Sick Bag Song – Das Spücktüenlied (als Nick Cave) – Bearbeitung und Regie: Kai Grehn (Hörspiel – RB/BR/SWR)

## Auszeichnungen
- 2005: O.E. Hasse-Preis der Akademie der Künste für die Rolle des Prinzen in Robert Walsers Schneewittchen
- 2007: Förderpreis Deutscher Film in der Kategorie Schauspiel für die Rolle des Sven Lehnert in Am Ende kommen Touristen
- 2011: Shooting Star des europäischen Films[6]
- 2011: Jupiter Award in der Kategorie Bester Darsteller Deutschland
- 2011: Deutscher Regiepreis Metropolis für seine Leistungen in den Filmen Goethe! (Regie: Philipp Stölzl) und Wer wenn nicht wir (Regie: Andres Veiel)
- 2015: Bayerischer Filmpreis 2014 in der Kategorie Bester Darsteller für Im Labyrinth des Schweigens
- 2019: Deutscher Filmpreis – Bester männlicher Nebendarsteller für seine Rolle in Das Ende der Wahrheit
- 2019: Preis der deutschen Filmkritik als Bester Darsteller für Das Ende der Wahrheit
- 2021: Bester Hörbuch-Interpret für ,Ist das ein Mensch‘ von Primo Levi